# Yamagumo

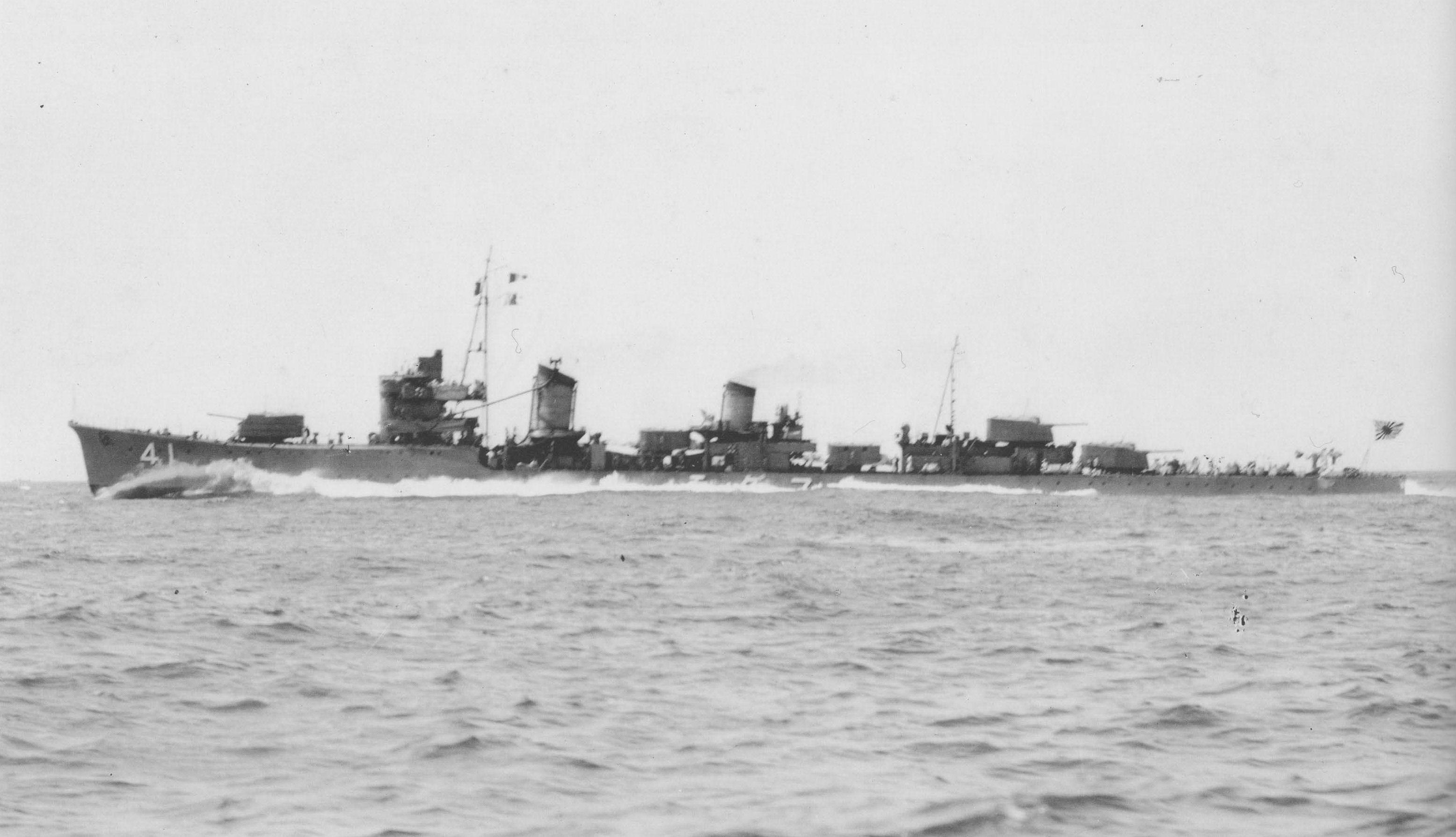
Le Yamagumo en septembre 1939

Le Yamagumo est un destroyer de la Marine impériale japonaise de classe Asashio. Construit aux chantiers navals Fujinagata il a été mis en service le 15 janvier 1938. Il a été coulé le 25 octobre 1944.
En 2017, le navire océanographique de Paul Allen RV Petrel a examiné les épaves des destroyers japonais Michishio, Yamagumo et Asagumo dans le détroit de Surigao.